# Station Kawachi-Iwafune
Station Kawachi-Iwafune (河内磐船駅,  Kawachi-Iwafune-eki) is een spoorwegstation in de Japanse stad Katano. Het wordt aangedaan door de Gakkentoshi-lijn. Het station heeft twee sporen, gelegen aan twee zijperrons. 

## Treindienst

### JR West
| 1 | ■ Gakkentoshi-lijn | richting Shijōnawate en Kyōbashi |
| 2 | ■ Gakkentoshi-lijn | richting Matsuiyamate en Kizu    |

## Geschiedenis
Het station werd geopend in 1935. In 1979 werd het station vernieuwd.

## Overig openbaar vervoer
Bussen van Keihan stoppen nabij het station.

## Stationsomgeving
- Station Kawachi-Mori aan de Katano-lijn
- Kansai Super (supermarkt)
- Iwafune-schrijn
- Autoweg 168
- FamilyMart
- Depandance van Hikkoshisha

Kizu · Nishi-Kizu · Hōsono · Shimokoma · JR Miyamaki · Dōshisha-mae · Kyōtanabe · Ōsumi · Matsuiyamate · Nagao · Fujisaka · Tsuda · Kawachi-Iwafune · Hoshida · Higashi-Neyagawa · Shinobugaoka · Shijōnawate · Nozaki · Suminodō · Kōnoikeshinden · Tokuan · Hanaten · Shigino · Kyōbashi